# Oxychora spilota
Oxychora spilota är en fjärilsart som beskrevs av W. Warren 1912. Oxychora spilota ingår i släktet Oxychora och familjen mätare. Inga underarter finns listade i Catalogue of Life.